# Provinz L’Aquila

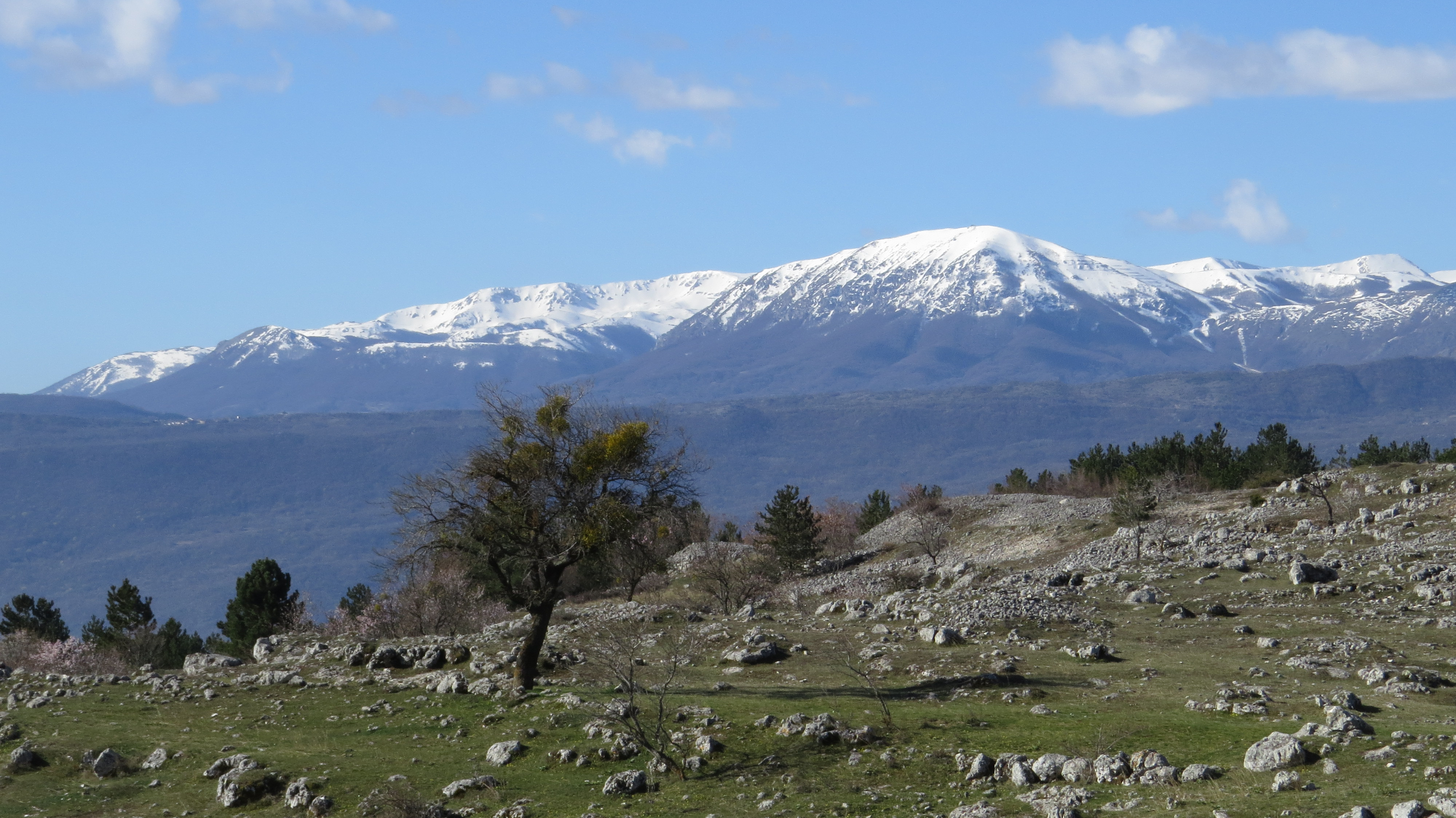
Catena di Monte Velino

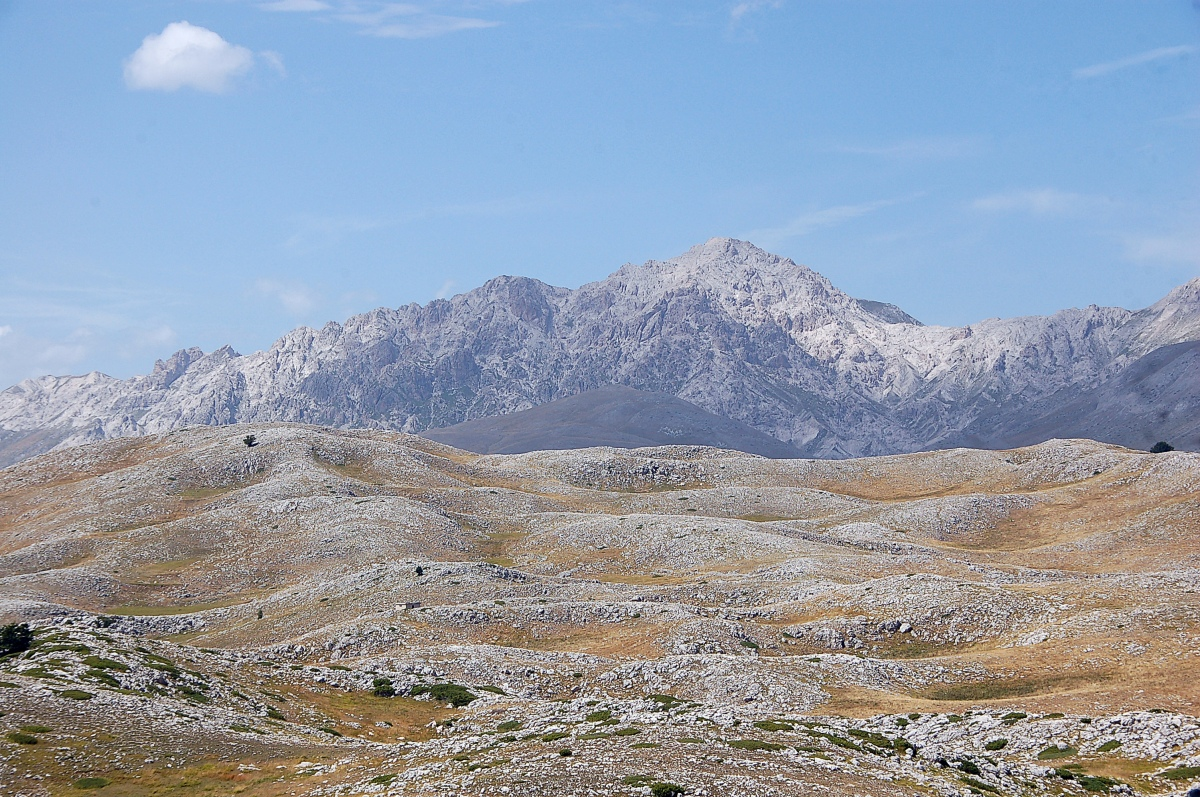
Campo Imperatore

Die Provinz L’Aquila (italienisch Provincia dell’Aquila) ist eine Provinz der italienischen Region Abruzzen. Hauptstadt der Provinz ist L’Aquila (deutsch „der Adler“), zugleich Hauptort der Region. Die Provinz hat als einzige der Abruzzen keinen direkten Zugang zum Meer.
Bis zur Gründung des Königreichs Italien 1861 gehörte die Provinz zum Königreich Neapel und wird daher auch heute noch zu Süditalien gezählt. 1927 wurde der westliche Teil der Provinz an die neu gegründete Provinz Rieti abgegeben.

## Geographie
Die Provinz wird vom Hochgebirge der Abruzzen bestimmt, die im Gran Sasso gipfeln, dessen höchster Punkt, der Corno Grande, allerdings schon in der Provinz Teramo liegt. Mit 2914 m Höhe ist der Corno Grande die höchste Erhebung des italienischen Apennins. Wichtigster Fluss ist der Aterno. Im Süden liegt die fruchtbare Hochebene des trockengelegten Fuciner Sees.
Neben L’Aquila sind die wichtigsten Städte Avezzano und Sulmona.
Etwa drei Viertel des Nationalpark Abruzzen, Latium und Molise liegen in der Provinz. Außerdem hat die Provinz großen Anteil am Nationalpark Gran Sasso und Monti della Laga und am Majella-Nationalpark. Damit ist die Provinz L’Aquila die Provinz mit dem höchsten Anteil an geschützten Flächen in Italien. Der Nationalpark Gran Sasso (1500 km²) besteht aus zwei Bergketten, dem schroffen Gran Sasso Massiv und den sanfteren Monti della Laga. Der Gran Sasso, der „Große Fels Italiens“ besteht aus einer wilden Landschaft, geprägt von gezackten Gipfeln, Kämmen und senkrecht abfallenden Wänden. Während die vielen Spitzen der östlichen Seite und die spektakulären steil von den Hügeln aufsteigenden Kalksteinwände dem Massiv einen hochalpinen Aspekt verleihen, erinnert die westliche Seite mit dem Hochplateau Campo Imperatore (ca. 1600 m Höhe) mehr an Landschaften der Inneren Mongolei, ein für europäische Augen ungewohnter Eindruck von Weite und Erhabenheit.
Von diesem Hochplateau aus erreicht man den ewigen Schnee des Calderone, des südlichsten Gletschers Europas. In den Nationalparks gibt es noch eine relativ große Population von Wölfen und Bären.

### Geologie
Der Bereich des italienischen Apennins wird von zwei Plattengrenzen durchlaufen. Die Provinz L’Aquila wurde deshalb häufig von Erdbeben heimgesucht. Das erste überlieferte Beben ereignete sich am 3. Dezember 1315. Am 2. Februar 1703 forderte ein Beben 2400 Opfer. Das schwerste Erdbeben forderte am 31. Juli 1786 über 6000 Tote und zerstörte die Stadt völlig. Auch am 13. Januar 1915 und am 24. Juni 1958 war die Stadt von Erdbeben betroffen. Beim Erdbeben am 6. April 2009 kamen 295 Menschen ums Leben. Betroffen waren vor allem die Provinzhauptstadt L’Aquila und die östlich von ihr gelegenen Dörfer.

## Größte Gemeinden
(Einwohnerzahlen Stand 31. Dezember 2023)
| Gemeinde         | Einwohner |
| ---------------- | --------- |
| L’Aquila         | 69.717    |
| Avezzano         | 40.842    |
| Sulmona          | 21.960    |
| Celano           | 10.195    |
| Pratola Peligna  | 07.019    |
| Castel di Sangro | 06.598    |
| Tagliacozzo      | 06.427    |
| Luco dei Marsi   | 05.923    |
| Trasacco         | 05.790    |
| Carsoli          | 04.974    |
| Capistrello      | 04.730    |

Quelle: ISTAT
Die Liste der Gemeinden in den Abruzzen beinhaltet alle Gemeinden der Provinz mit Einwohnerzahlen.